# Il ballo del pinguino
Il ballo del pinguino è un album in studio di Gianni Drudi, pubblicato nel 1997.

## Tracce
1. Mr. Bagnino -beach version- 3.25
2. Mr. Bagnino -original version- 3.20
3. Non c'è spiaggia che tenga
4. Mr. Bagnino 3.28
5. Com'è bello lavarsi
6. Ciulli Ciulli
7. Me tira
8. Cocò Chanel
9. Dai dammela!
10. Togliti il costume
11. Non c'è spiaggia che tenga
12. No hagas el guapo!
13. Scoppia la coppia
14. L'amore non finisce
15. Sesso matto
16. Alibi
17. Melodia